# لي تشيانغ
لي تشيانغ (مواليد 23 يوليو 1959) هو سياسي صيني يشغل منصب رئيس مجلس الدولة الصيني (رئيس وزراء) منذ مارس 2023.